# トサキン

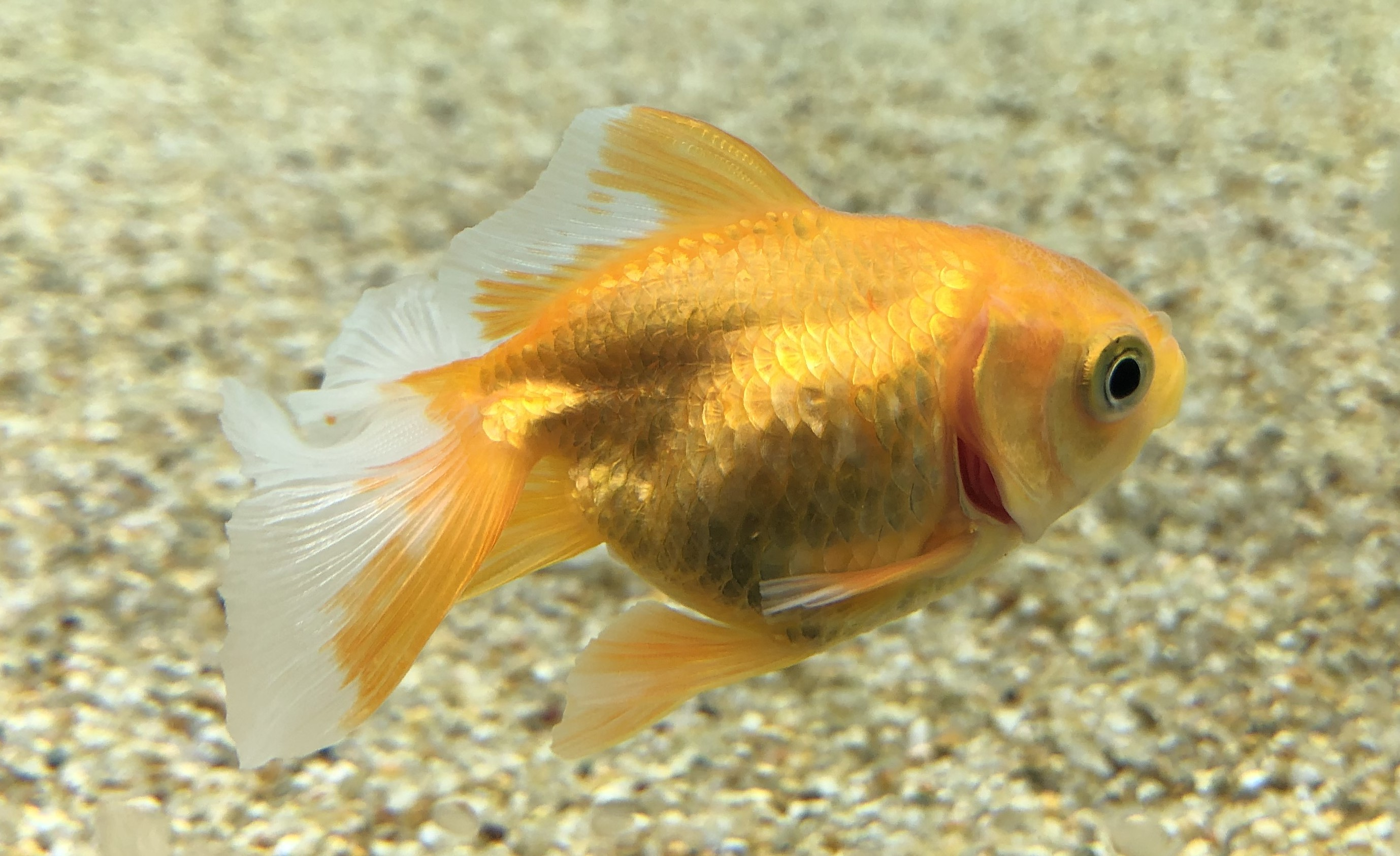
トサキン

トサキン（とさきん、土佐金）は日本産のキンギョである。名称の通り土佐（現在の高知県）の地域を中心に飼育されているキンギョであり、現在、当種は天然記念物に指定されている。

## 概要
体型はリュウキン型をしており、リュウキンとは尾ひれが異なり、反転した尾ひれ（そり尾）を持つ。このそり尾がカールしているように見える事から、「カーリーファンテイルゴールドフィッシュ（Curly fantail goldfish）」の英名が付けられている。体色は赤の他に白、サラサ、褪色をしない生体もおり、近年はアズマニシキ等との交配によるキャリコ柄も存在し、ミューズと呼ばれる。「トサキン」を「土佐金」と書かれることがあるが、産出元の高知県の江戸時代の文書や昭和初期の品評会番付等に「土佐錦魚」という記載があることなどから、愛好家の中では「土佐錦魚（トサキン）」と呼ぶことが多い。

## 飼育
当歳の時からすり鉢状の容器で飼育、淵に沿い泳がせる事により、そり尾を形成させる。泳ぎは下手な方であり、水質変化に敏感であり、飼育は難点が多く、他種との混泳は向かない。すり鉢状の容器につく苔は飼育において、水質の安定や天然の餌等としての役割もある。水替えの際に無闇に排除してしまわず、手入れをすることが重要。

## 交配
様々な説があり、リュウキンの突然変異、リュウキンとオオサカランチュウとの交配等の説があり、定かではない。

## 天然記念物
日本産のキンギョでは当種の他にはジキン（愛知県）、イズモナンキン（島根県）が天然記念物に指定されている。飼育は難点が多く、保存会により種の保存が行われている。これら3種は「日本の3大地金魚」として知られている。